# Giorni da Leone 2
Giorni da Leone 2 è una miniserie televisiva italiana del 2006 diretta da Francesco Barilli, sequel di Giorni da Leone.

## Episodi
| nº | Puntata         | Prima TV         |
| -- | --------------- | ---------------- |
| 1  | Prima puntata   | 5 settembre 2006 |
| 2  | Seconda puntata | 2 gennaio 2008   |
| 3  | Terza puntata   | 3 gennaio 2008   |
| 4  | Quarta puntata  | 10 gennaio 2008  |

### Prima puntata
A causa della rottura di una gamba per un incidente di lavoro, il fotografo Leone rientra a casa dall'India anzitempo e scopre che la moglie Marta lo tradisce. Sconvolto, abbandonato e profondamente depresso, Leone viene soccorso dai cinque figli che ha avuto da varie relazioni: Carlo, Alessandro, Elia, Mattia e Luca, i quali progettano di ospitarlo a turno per dargli conforto. Intanto Leone fa amicizia con un autista di taxi e scopre con dispiacere che la villa di famiglia di Gualtieri è stata ipotecata e che presto finirà all'asta. In seguito, mentre è ospitato a casa di Alessandro, Leone rincontra casualmente Titti, la madre del ragazzo che non vedeva da 20 anni.

### Seconda puntata
Titti si trasferisce in casa di Alessandro e ciò provoca uno sconvolgimento sia nella vita del giovane che in quella di Leone, il quale si è ora stabilito dal figlio. A Leone viene tolto il gesso ed è costretto a sottoporsi alle sedute di fisioterapia presso la giovane dottoressa Asia Cervi, della quale finisce con l'innamorarsi; intanto suo figlio Carlo decide di lavorare per conto proprio senza fare più affidamento al padre. In seguito sia Alessandro che Titti si ammalano di varicella e vengono curati amorevolmente da Leone, il quale si scopre ancora innamorato della donna. Una volta guarita Titti si scopre innamorata del dottor Stefano Benzi che l'ha curata ed inizia a frequentarlo suscitando la gelosia di Leone. Elia e Mattia si ficcano in un grosso guaio e, convinti di aver assistito ad un omicidio, decidono di scappare all'estero e tentano di imbarcarsi su di una nave in partenza per la Russia. Avvisato dalla ex moglie della scomparsa dei due figli, Leone si mette a cercarli e finisce col trovarli appena poco prima che la nave salpi. La mattina seguente Titti informa Leone di partire per una vacanza a Capri col dottor Benzi.

### Terza puntata
Dopo aver passato una notte agitata, Elia e Mattia, portano il padre nel luogo in cui i due hanno abbandonato l'auto in panne e, con grande stupore, non trovano alcuna traccia del presunto cadavere. Titti fa ritorno da Capri e chiede a Leone di fargli un servizio fotografico per un catalogo di sanitari, ma l'uomo rifiuta la proposta accolta invece dal figlio Carlo. Accompagnando il padre a fare fisioterapia, Alessandro finisce col conoscere la dottoressa Cervi e se ne innamora. In seguito una triste notizia sconvolge la vita a Leone: l'anziana madre, da tempo ricoverata in una casa di cura, è deceduta. Giunto alla villa di famiglia per i funerali, Leone scopre dalle zie che la casa andrà all'asta da lì a pochi giorni e decide di organizzarsi per trovare i soldi necessari a ricomprarla. Grazie all'aiuto del figlio Alessandro, che ha venduto l'appartamento nel quale abita, Leone riesce a ricomprarsi la villa di famiglia. Tempo dopo, si svolge una gara di rapper alla quale partecipano e vincono Mattia ed Elia; ma i momenti di felicità sono presto interrotti dal fatto che Ahmed rimane vittima di un incidente stradale.

### Quarta puntata
Dopo la tragica morte di Ahmed, si presentano alla porta di Gaia la moglie e le figlie tunisine del compagno appena scomparso. Anche per Leone non è un periodo facile: il figlio Carlo manifesta ostilità nei suoi confronti, e una ex moglie, Patrizia, insieme col nuovo compagno, l'avvocato Doni, intenta una causa per privarlo del figlio, il piccolo Luca, il quale è stato nel frattempo chiuso in collegio.
Recatosi in Africa per un servizio fotografico, al suo ritorno Leone si trova a dover fronteggiare delle crisi di gelosia, perché ama ancora Titti e non sopporta che lei si veda col dottor Benzi. Grazie all'aiuto della moglie di Ahmed, Gaia trova il coraggio di aprire il ristorante ed ottiene subito un grande successo. Intanto Alessandro e Asia decidono di sposarsi ma, in seguito ad una scenata di Titti, i due decidono per il momento di andare a convivere.
Leone decide di mettere la testa a posto e di fidanzarsi con Titti, a patto che essa si lasci con il dottor Benzi. Lei accetta e decide di vedersi il giorno seguente con il dottore per dirle tutto. Dopo aver scoperto casualmente che Benzi è omosessuale, Leone decide di prendersi gioco di Titti e, dopo averla condotta in una grotta e sbugiardata, la abbandona sul posto. Titti, intristita, decide di far ritorno a Bologna. La notizia della partenza di Titti rattrista Leone, il quale deve ora sostenere l'udienza dal giudice nel corso della quale si stabilirà se toglierli o no la patria potestà. Leone vince la causa ed uscendo dal tribunale incontra Titti, la quale non sta partendo per Bologna ma per Budapest dove ha appena comprato un'azienda. Leone cerca di convincerla a restare ma lei preferisce lasciar perdere con la loro storia e partire.
Un anno dopo è Natale e tutta la famiglia Carmigniani lo festeggia nella casa di Gualtieri. Mentre sono tutti seduti a tavola, ecco giungere Titti, la quale ha deciso di far ritorno in Italia e di fidanzarsi con Leone.

## Distribuzione
La prima puntata venne trasmessa in prima visione assoluta su Rai 1 il 5 settembre del 2006. Gli ascolti ottenuti vennero giudicabili incompatibili con le esigenze del periodo di garanzia della rete ammiraglia della Rai, e quindi si decise di sospendere la messa in onda della fiction. Le rimanenti tre puntate rimasero del tutto inedite per diverso tempo. In seguito, Rai 2 decise di riproporre la miniserie: il 26 dicembre 2007 venne trasmessa la replica della prima puntata che era già andata in onda sul primo canale, e all'inizio del 2008 vennero mandate in onda le rimanenti tre puntate in prima visione. Nel corso degli anni successivi, la miniserie è stata distribuita in replica su Rai Premium.

## Accoglienza
La prima puntata ha totalizzato 2.022.000 telespettatori e uno share dell'8,77%. La seconda puntata ha totalizzato 2.200.000 spettatori e uno share dell'8,66%. La terza puntata ha totalizzato 1.846.000 telespettatori e uno share del 7,10%. La quarta puntata ha totalizzato 2.138.000 telespettatori e uno share dell'8,31%.